# Conus textilis
Conus textilis é uma espécie de gastrópode do gênero Conus, pertencente a família Conidae.